# Лагерстремія
Лагерстремія, відома як індійський бузок, креповий мирт (також можна зустріти креп мирт, часто згадується в англійській технічній літературі як crapemyrtle) — це рід що налічує близько 50 видів листяних і вічнозелених дерев і чагарників, які походять з Індійського субконтиненту, Південно-східної Азії, Північної Австралії та частини Океанії, а культивуються в теплому кліматі по всьому світу. Це представник родини плакунові, типової підродини плакунові. Рід названий на честь шведського купця Магнуса фон Лагерстрема, директора шведської Ост-Індійської компанії, яка постачала Карлу Ліннею зібрані ним рослини.

## Опис

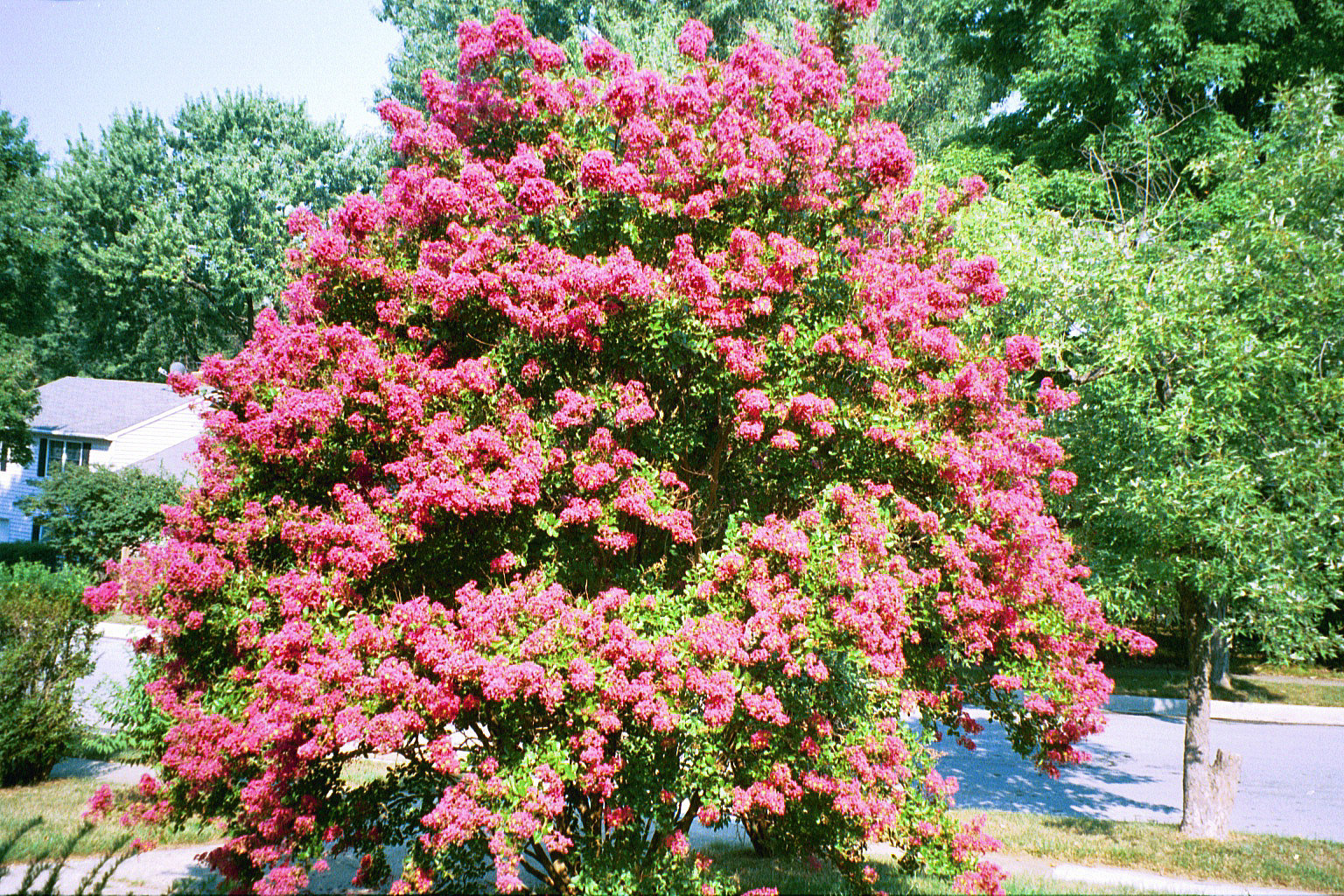
Лагерстремія у Лутервіллі, штат Меріленд

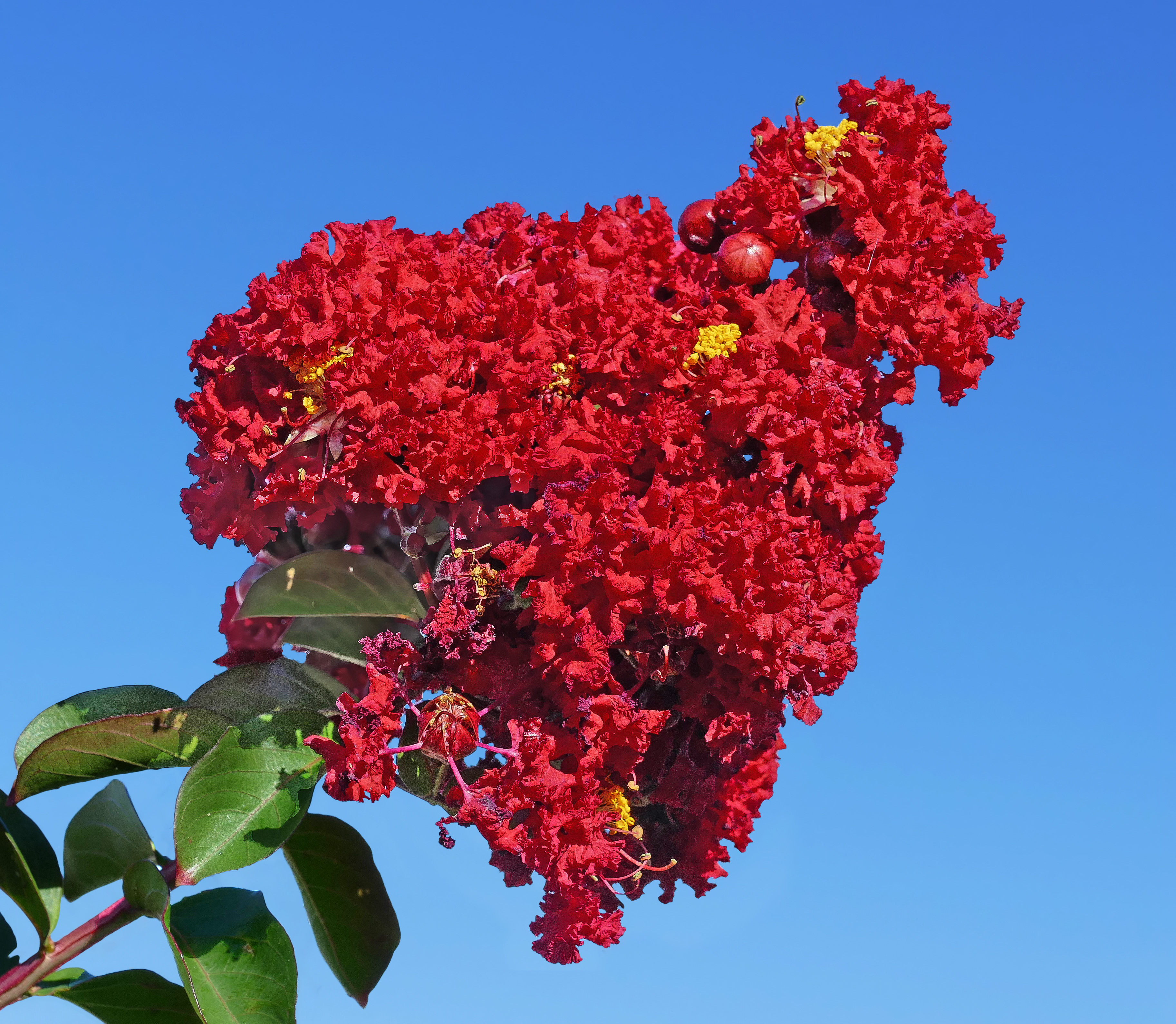
Креповий мирт «Червона ракета»

Лагерстремії відомі своїми декоративними довгоквітучими суцвіттями. Більшість видів Lagerstroemia мають міцні, розгалужені стебла та гілки строкатого забарвлення, яке виникає тому що кора змінює кольори протягом року. Листя супротивні, прості, цільнокраї, розмір коливається в межах 5-20 см. Усі види роду є кущами чи деревами та можуть сягати у висоту від 30 см до понад 30 м. Представники роду, які зростають у помірному кліматі, скидають на зиму свої листки.
Рослини квітнуть влітку і восени. Суцвіття — волоті, які мають зморщену текстуру, подібну до крапель (звідси й назва — креповий мирт). Кольори варіюють від темно-фіолетового до червоного та білого, з майже усіма можливими відтінками між ними. Незважаючи на те, що у роді не існує синьо-квіткових видів та різновидів, пелюстки мають в забарвленні тенденцію до синього краю спектру без жовтогарячих або жовтих тонів. Плід — коробочка, спочатку зелена і соковита, після дозрівання стає темно-коричневою або чорною. Розкривається плід шістьма-сімома швами, утворюючи зубці, які схожі на зубці чашечки. У середині коробочка містить численні невеличкі крилаті насінини.
У субтропічному та тропічному кліматі види використовуються у приватному та масовому озеленененні. Пиломатеріали деяких видів використовувались для виготовлення мостів, меблів та залізничних шпал але у В'єтнамському національному парку Кат Тікен, як вважають, домінуючі насадження Lagerstroemia calyculata у вторинному лісі збереглися (після епізодів вирубки) через низьку якість деревини. Види Lagerstroemia використовуються личинками деяких видів Lepidoptera (Лускокрилі), включаючи Endoclita malabaricus, як харчова рослина.
Листям L. parviflora живляться молі Antheraea paphia, які виробляють тассарський шовк, форму дикого шовку комерційного значення в Індії.

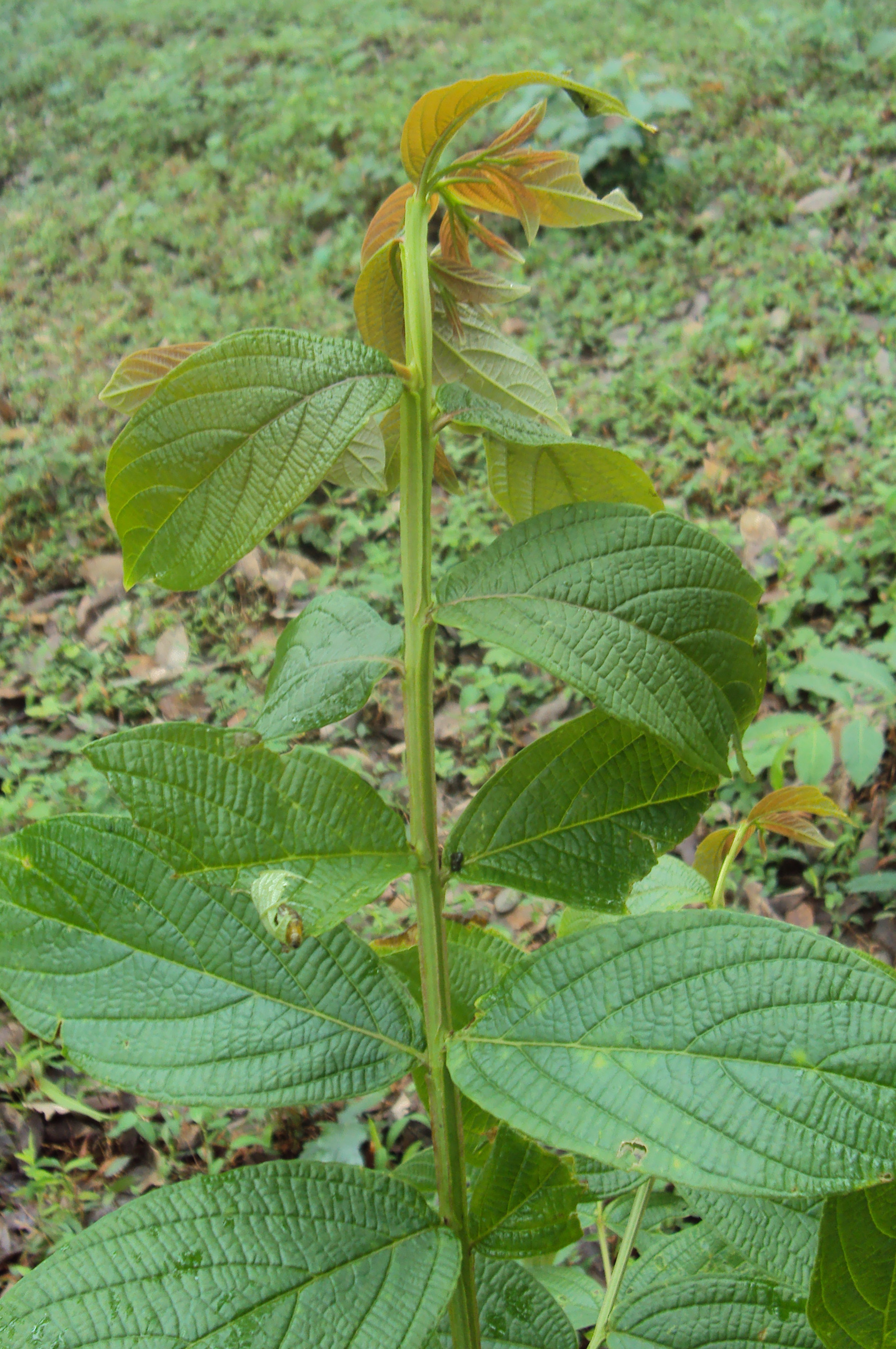
Листя L. microcarpa

Окремі види Лагерстремії використовуються в озелененні та садівництві [Архівовано 26 вересня 2019 у Wayback Machine.] як живоплоти, групові рослини на газонах та як одиничні рослини (солітери). Лагерстремії найуспішніше вирощуються в теплих південно-кліматичних зонах 7-9 і віддають перевагу яскравому освітленню.
Обрізання верхівок Лагерстремії може бути згубним, [Архівовано 13 травня 2020 у Wayback Machine.] оскільки воно не дозволяє деревам утворювати здорову красиву й строкату кору на зрілих стовбурах. Результатами обрізання також є безліч тонких, батогоподібних пагонів, що виростають з вершин кожного зрізу наступного року після обрізання. Ці «батоги» занадто слабкі, щоб втримати квіти, тому гілки часто загинаються аж до землі.
Лагерстремія відносно безпечна для фундаментів й доріжок, оскільки коріння не міцні і не пошкоджують [Архівовано 11 листопада 2020 у Wayback Machine.] будівельні та ландшафтні конструкції, вони утворюють розгалужену мережу тонких волокнистих коренів, а не товстих стрижневих. Але кореневі системи лагерстремій дуже ефективні у всмоктуванні води та поживних речовин, тому слід ретельно підбирати рослини, для вирощування під наметом лагерстремій.
Насінники лагерстремії залишають плями на бетоні тому їх найкраще висаджувати подалі від басейнів [Архівовано 18 вересня 2020 у Wayback Machine.], настилів та тротуарів.
Лагерстремія індійська (L. indica) була завезена з Китаю та Кореї близько 1790 року у Чарлстон, Південна Кароліна у США французьким ботаніком Андре Мішо. У дикій природі вид найчастіше зустрічається як розлогий кущ, але за 200 років вирощування було виведено величезну кількість сортів, що різняться за своїми характеристиками. Сьогодні сорти Лагерстремії у ландшафті можуть відігравати будь-яку роль — від охайних вуличних дерев до густих загороджувальних огорож й до швидкозростаючих карликових форм (на рік до 60 см (2 фут)), які можуть зацвісти вирощеними з насіннями в той же сезон (дозволяючи садівникам у місцях, де рослина не зимостійка, все одно насолоджуватися інтенсивними кольорами вибагливих квітів). У Європі лагерстремії вирощують на півдні Франції, Піренейському півострові та більшій частині Італії; у Сполучених Штатах — це традиційна садова рослина на півдні Сполучених Штатів.
Менш популярним є лагестремія японська, L. fauriei, родом з центральної та південної Японії, але вона набуває все більшого значення як ландшафтна рослина. Цей вид виразно деревоподібний, з барвистою корою і темно-зеленими листям, більш стійкими до грибкових захворювань, ніж представники його більш популярного родича. Японську назву цього дерева — saru suberi (яп. 猿滑、百日紅, дослівно перекладається як "Ковзаюча Мавпа", вимовляється ateji) рослина отримала за її гладку, слизьку кору. Квітки такі ж великі, як у L. indica, але білі, у деяких особин лише зрідка буває рожевий відтінок. Японська лагерстремія краще переносить холод, ніж різновиди L. indica, саме ця особливість (поряд із стійкістю до грибів, деревною життєвою формою та барвистою корою), що робить її цінним генетичним матеріалом для гібридизації. До її популярних культурних сортів можна віднести «Kiowa», «Fantasy» та «Townhouse».
Lagerstroemia speciosa, відома як королівський мирт, лагерстремія особлива або ж гігантська, чи Банаба, родом з субтропічної та тропічної Індії. Її можна вирощувати в схожих на Індію кліматах, але в США цей підходить лише для Флориди, південного краю Техаса, Південної Луїзіани, прибережної південної Каліфорнії та Гаваїв. Це велике вічнозелене дерево з різнокольоровими рожево-ліловими квітками та вражаючою білою корою, добре виглядає у громадських парках; єдиний вид.

## Види

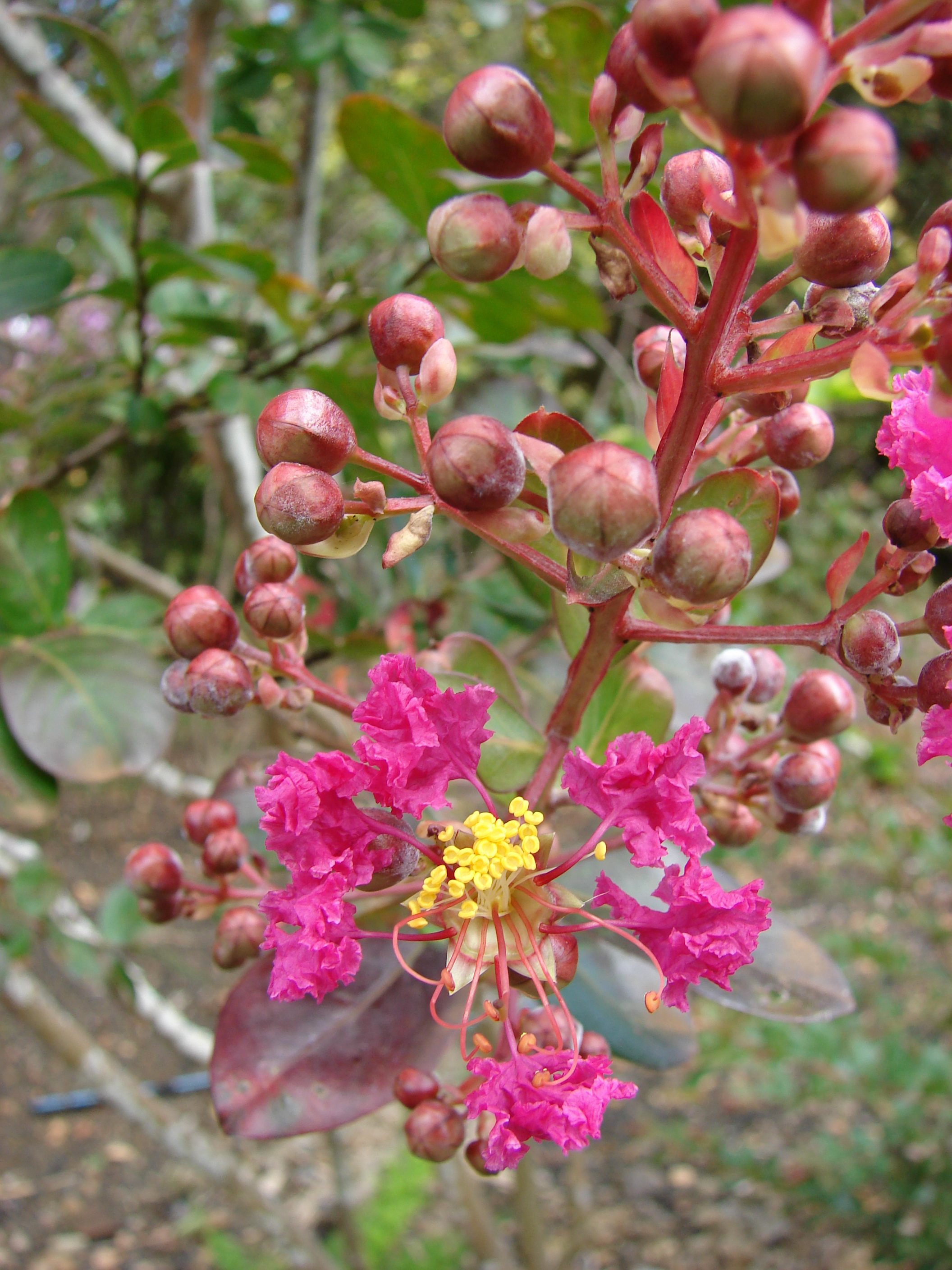
L. indica квітки та бутони

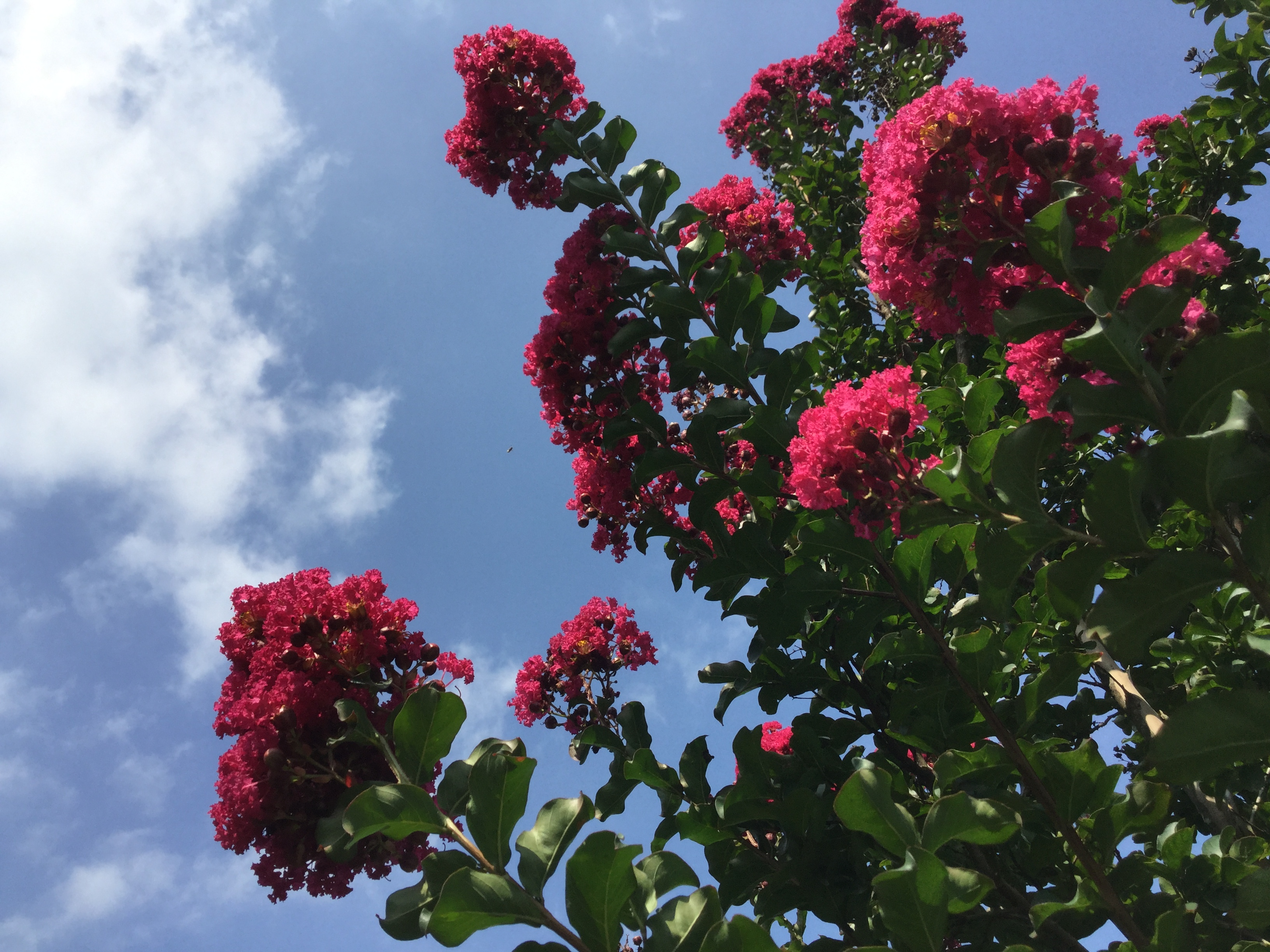
Лагерстремія «Hot Pink» в Оклахомі

- Lagerstroemia anhuiensis
- Lagerstroemia anisontera
- Lagerstroemia anisoptera
- Lagerstroemia balansae
- Lagerstroemia calyculata
- Lagerstroemia caudata
- Lagerstroemia cristata
- Lagerstroemia excelsa
- Lagerstroemia fauriei
- Lagerstroemia floribunda
- Lagerstroemia fordii
- Lagerstroemia glabra
- Lagerstroemia guilinensis
- Lagerstroemia indica
- Lagerstroemia intermedia
- Lagerstroemia langkawiensis
- Lagerstroemia limii
- Lagerstroemia loudonii
- Lagerstroemia micrantha
- Lagerstroemia microcarpa
- Lagerstroemia minuticarpa
- Lagerstroemia "Natchez"
- Lagerstroemia ovalifolia
- Lagerstroemia paniculata
- Lagerstroemia parviflora
- Lagerstroemia siamica
- Lagerstroemia speciosa
- Lagerstroemia stenopetala
- Lagerstroemia subcostata
- Lagerstroemia subsessilifolia
- Lagerstroemia suprareticulata
- Lagerstroemia tomentosa
- Lagerstroemia turbinata Koehne
- Lagerstroemia venusta
- Lagerstroemia villosa